# Herochroma farinosa
Herochroma farinosa là một loài bướm đêm trong họ Geometridae.